# Роберт фон Грајм
Роберт Ритер фон Грајм (Бајројт, 22. јун 1892 — Салцбург, 24. мај 1945) је био пилотски ас током Првог светског рата, фелдмаршал Нацистичке Немачке и последњи командант Луфтвафеа током Другог светског рата. Након рата је ухапшен од стране Америчке војске, која је желела да га преда Совјетима, због чега је извршио самоубиство.

## Биографија
Грајм је рођен као син полицијског капетана. Током Првог светског рата, служио је у Немачкој војсци као артиљерац, а 1915. године је пребачен у ваздухопловство. До краја рата је оборио 28 непријатељских авиона. Одликован је орденом за заслуге и орденом Максимилијана Јозефа 1918. године. Орден Макса Јозефа му је донело и титулу, чиме је стекао право да дода фон у своје име.
Након рата није нашао себи место у смањеној Немачкој војсци, па је одлучио да се бави адвокатуром. Пре него што је постао познат адвокат, позван је у Републику Кину, да им помогне око модернизације њиховог ваздухопловства. Тамо је основао пилотску школу, иако је био убеђен да су Кинези били лоши пилоти.
Током тридесетих година, помагао је да се тајно обнови Немачко ваздухопловство, под командом тадашњем команданта Луфтвафеа Хермана Геринга. Током 1934. године постављен је на позицију команданта прве ловачке пилотске школе Луфтвафеа. Унапређен је у чин генерал-мајора 1938. године када је преузео функцију начелника одељења за истраживање у оквиру Луфтвафеа.
На почетку рата му је додељена на команду јединица величине Луфтфлоте. Учествовао је у инвазији на Пољску, нападу на Норвешку, операцији Барбароса као и у бици за Британију. Током битке за Курск, истакао се задавањем успешних команди за подршку копненим јединицама, због чега му је додељено храстово лишће на Витешки орден.
На крају рата је покушао да помогне Хитлеру да побегне из опкољеног Берлина. У Берлин је долетео 25. априла као путник у Фоке Вулфу 190. Током тог лета, авион је погођен противавионском ватром и Грајм је био рањен у стопало. Након што се пробио до Хитлера у његовом бункеру, унапређен је у чин фелдмаршала и додељена му је команда над Луфтваеом. Грајм је био последњи официр који је унапређен у чин фелмаршала, као и последњи командант Луфтвафеа. Хитлер је одбио да се евакуише, и он је наредио Грајму да напусти Берлин, што он и чини 28. априла. Ухапшен је у Аустрији 8. маја од стране Америчке војске. Донета је одлука да се преда Совјетима, што је у Грајму пробудило страх од мучења, за које је он мислио да ће се сигурно догодити. То је био главни разлог због ког је извршио самоубиство тиме што је загризао ампулу са цијанидом. Последње речи су му биле: Ја сам начелник Луфтвафеа, али без Луфтвафеа.